# Sint-Mauritiuskerk (Oberdiebach)
De Sint-Mauritiuskerk is een evangelische kerk in het Duitse Oberdiebach. De kerk is een beschermd monument en sinds 2002 maakt de kerk onderdeel uit van het UNESCO Werelderfgoed Cultuurlandschap Bovenloop van het Midden-Rijndal.

## Locatie
De kerk is gelegen aan de Kirchgasse 10 te Oberdiebach.

## Geschiedenis
In 1258 werd op de plaats voor het eerst een pijlerbasiliek vermeld. Hiervan resten de beide onderste verdiepingen van de klokkentoren en mogelijkerwijs ïn de kerk nog enkele pijlers. De drieschepige gotische hallenkerk werd in de 14e eeuw opgericht en in 1774 en 1781 verbouwd. De kerk heeft een bescheiden toren. Aan het schip sluit zich een kort vijfzijdig koor aan.
In het koor bevinden zich sterk gerestaureerde muurschilderingen uit de bouwperiode. Het betreffen een tronende Christus, resten van het Jongste Gericht, de Wijze Vrouwen, enkele heiligen (Catharina, Elisabeth en Dorothea) en symbolen van de evangelisten.
Het kerkhof wordt door een laatmiddeleeuwse muur omringd.

## Inrichting
- Een deel van een koorgestoelte uit 1508.
- Een laatgotische unieke smeedijzeren kansel met houten klankbord.

## Afbeeldingen

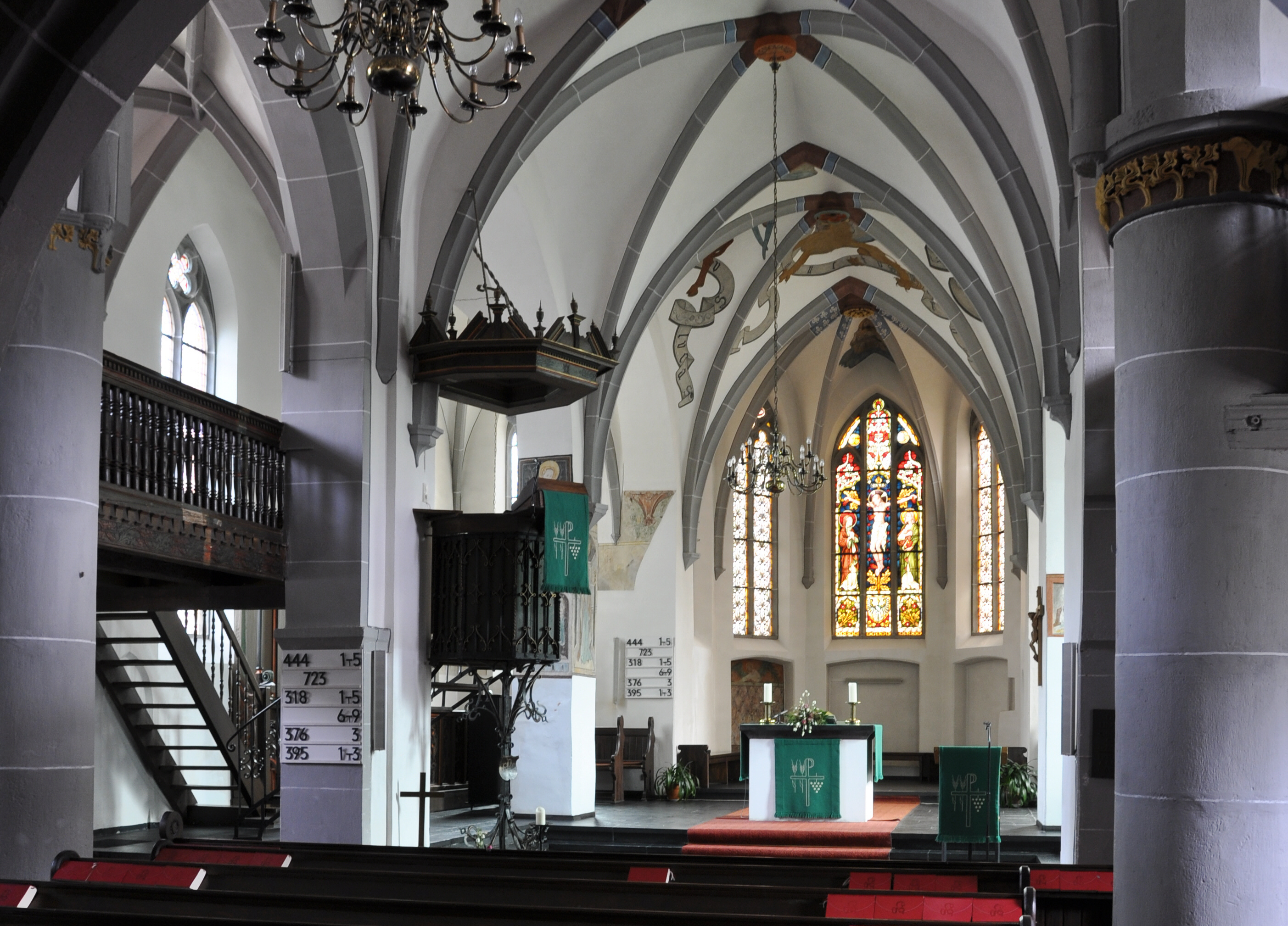
Interieur
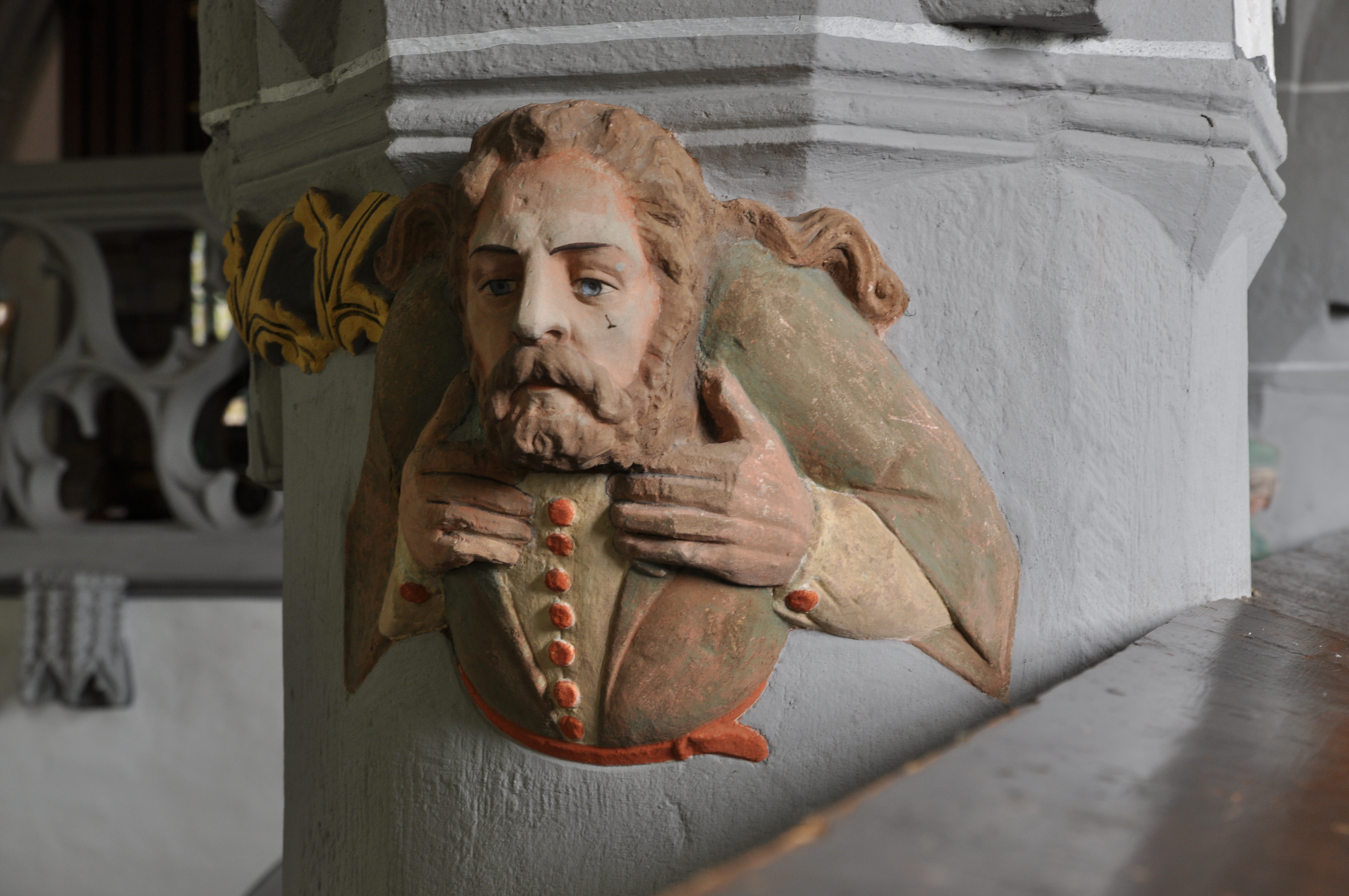
Console
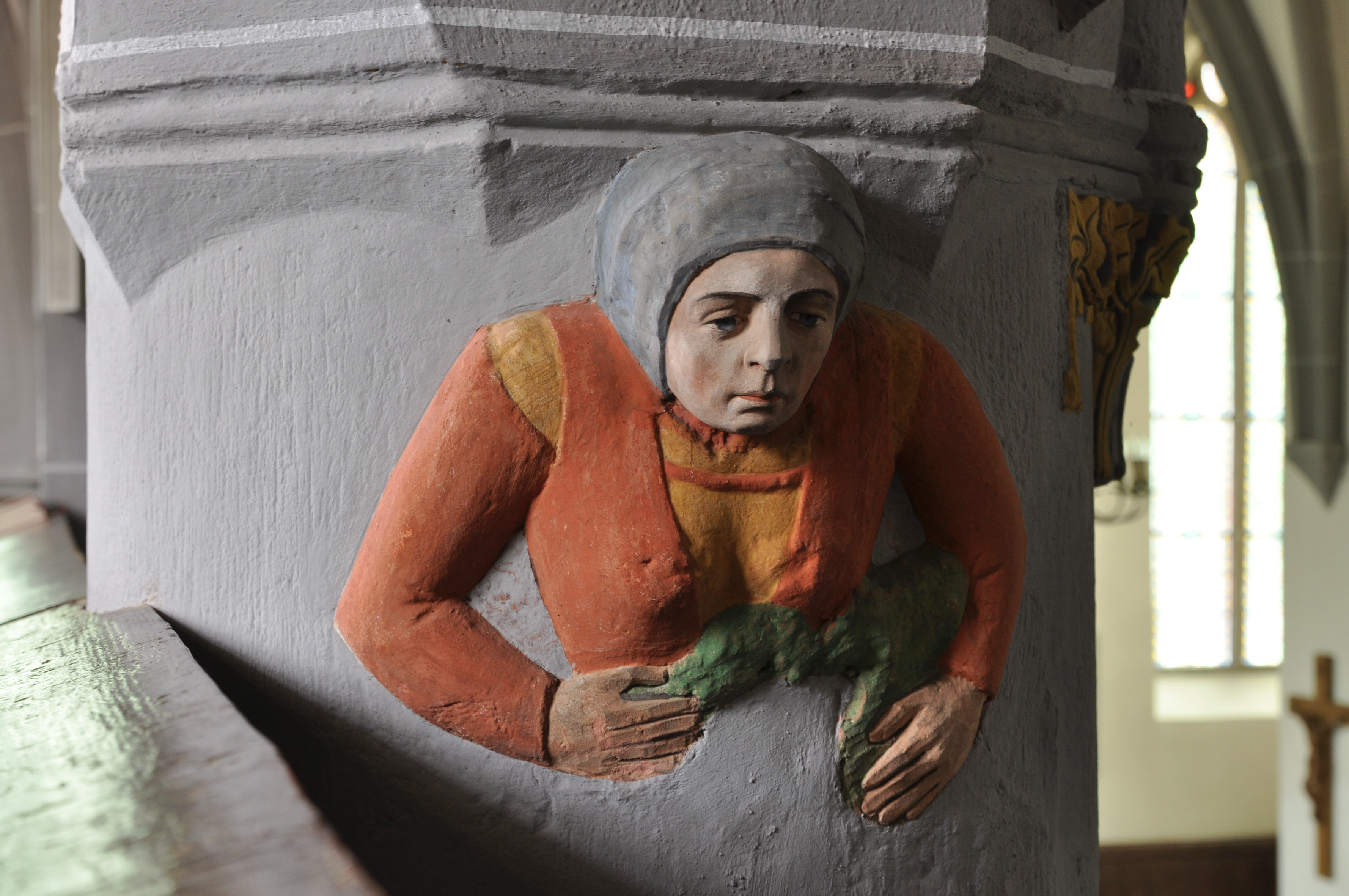
Console
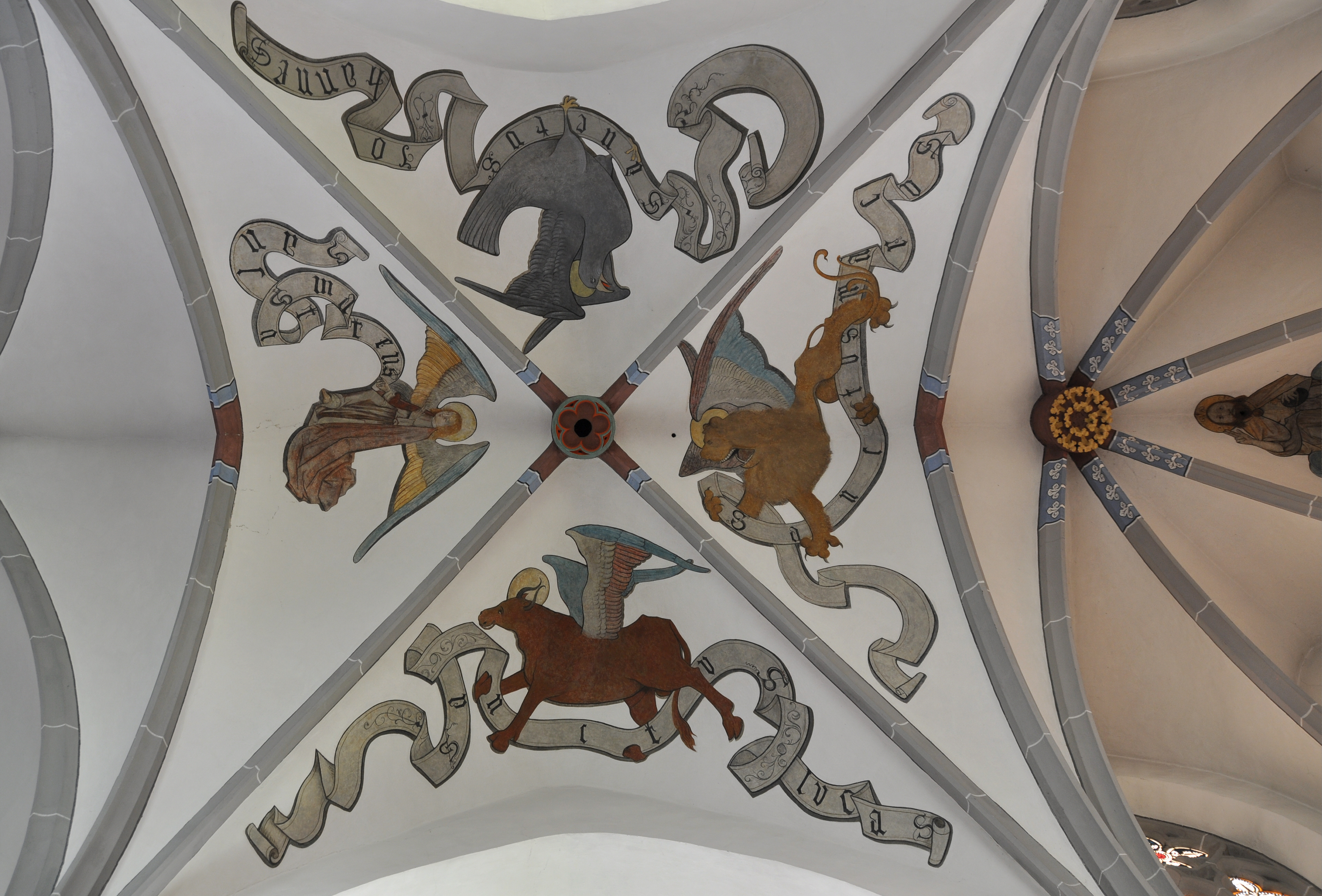
Gewelfdecoratie evangelisten
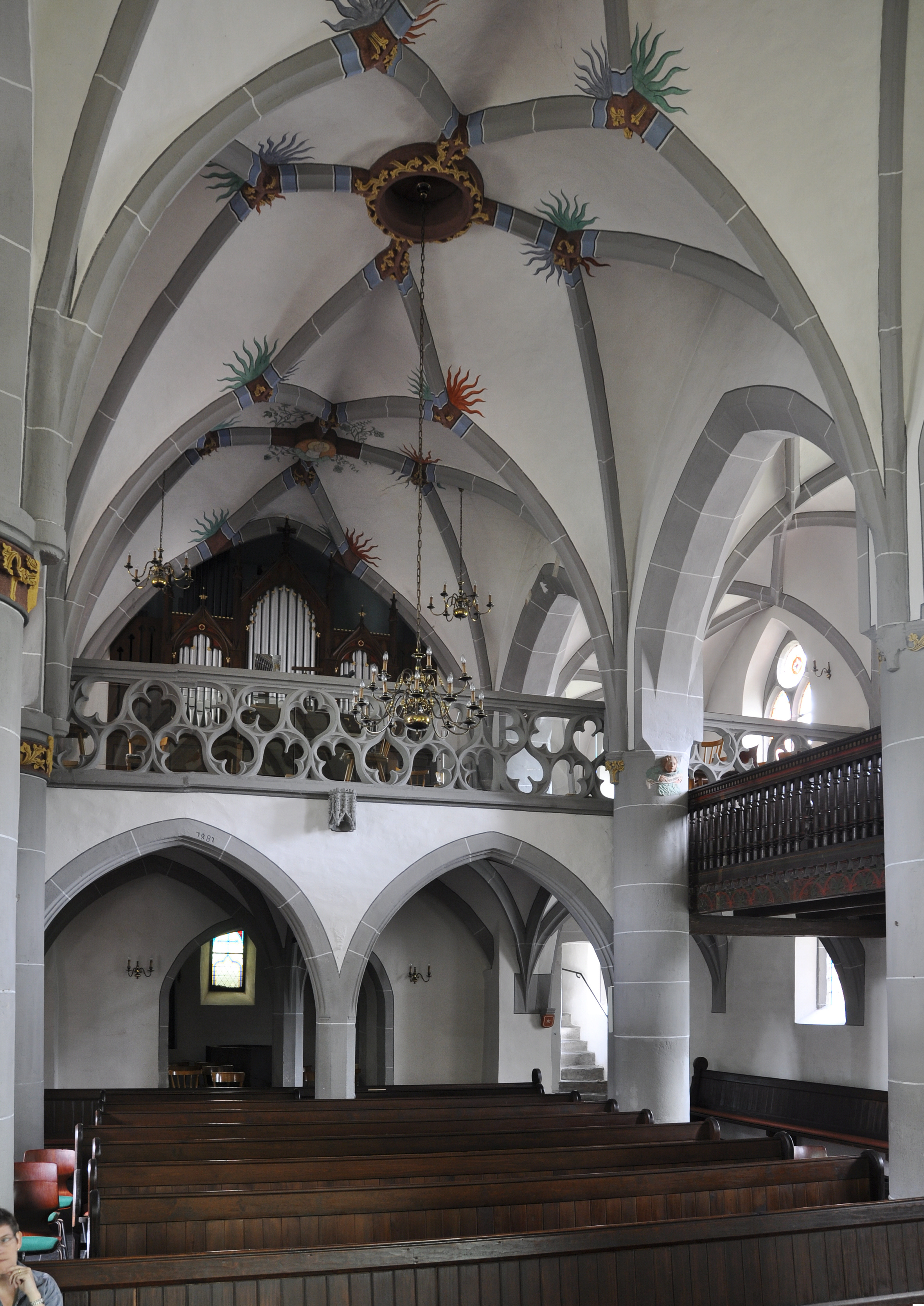
Orgelgalerij